# Optima (Oklahoma)
Optima es un pueblo ubicado en el condado de Texas en el estado estadounidense de Oklahoma. En el año 2010 tenía una población de 356 habitantes y una densidad poblacional de 	323,64 personas por km².

## Geografía
Optima se encuentra ubicado en las coordenadas 36°45′33″N 101°21′16″O / 36.75917, -101.35444 (36.759142, -101.354375).

## Demografía
Según la Oficina del Censo en 2000 los ingresos medios por hogar en la localidad eran de $36,094 y los ingresos medios por familia eran $40,833. Los hombres tenían unos ingresos medios de $28,750 frente a los $21,667 para las mujeres. La renta per cápita para la localidad era de $12,388. Alrededor del 11.9% de la población estaban por debajo del umbral de pobreza.